# Magyar Roundnet Szövetség
A Magyar Roundnet Szövetség (MRSZ) a roundnet sportág hivatalos magyarországi szervezete, amelyet 2024-ben alapítottak azzal a céllal, hogy népszerűsítse a sportot Magyarországon, versenyeket szervezzen, és biztosítsa a sportág fejlődését hazai és nemzetközi szinten.
A szövetség célja, hogy a roundnetet szélesebb körben ismertté tegye, hivatalos versenyeket rendezzen, valamint edzés- és oktatási lehetőségeket biztosítson mind amatőr, mind profi játékosok számára.

## Történet
A roundnet Magyarországon az utóbbi években egyre nagyobb népszerűségre tett szert, különösen a fiatalok és egyetemisták körében. A sport dinamikussága, egyszerű szabályrendszere és kis helyigénye miatt kiváló szabadidős és versenysporttá vált.
A Magyar Roundnet Szövetséget 2024-ben alapították, hogy a sportág fejlődését támogassa, hivatalos versenyrendszert alakítson ki, és képviselje Magyarországot nemzetközi eseményeken.

## A szövetség céljai
A Magyar Roundnet Szövetség fő céljai a következők:
- A roundnet népszerűsítése Magyarországon iskolákban, egyetemeken és sportklubokban.
- Hivatalos versenyek szervezése helyi és országos szinten.
- A sport szabályainak egységesítése és betartatása Magyarországon.
- Magyar játékosok részvételének biztosítása nemzetközi versenyeken, beleértve az Európa-bajnokságot és a világbajnokságot.
- Kapcsolattartás más nemzetközi szervezetekkel, például a Roundnet International Federationnel (RIF).

### Versenyek és bajnokságok
A Magyar Roundnet Szövetség a következő versenyformátumokat tervezi:
- Az első hivatalos országos bajnokságot 2024-ben rendezték meg, amelyre amatőr és profi játékosok is nevezhettek. A bajnokság célja, hogy a legjobb magyar játékosok megmérettethessék magukat és kvalifikációs lehetőséget szerezzenek nemzetközi versenyekre.
- Diákolimpia és egyetemi kupák

Az MRSZ célja, hogy a roundnet bekerüljön a magyar diáksport rendszerébe, és egyetemi bajnokságokat is szervezzen.

### Nemzetközi szereplés
A szövetség hosszú távú tervei között szerepel, hogy magyar játékosok részt vegyenek az Európa-bajnokságon és a világbajnokságon, valamint, hogy Magyarország legyen egyik házigazdája egy nemzetközi versenynek.

### A Magyar Roundnet Szövetség elnökei
Az MRSZ elnökét a szövetség közgyűlése választja meg. Az elnök felel a szervezet stratégiai irányításáért, a versenyek és események koordinálásáért, valamint a sport népszerűsítéséért Magyarországon.

#### Elnökök listája
- Kolozsi Patrik (2024 –)

## A roundnet Magyarországon
A Magyar Roundnet Szövetség 2024-es megalakulása óta folyamatosan dolgozik azon, hogy a sportág egyre nagyobb ismertséget szerezzen Magyarországon. A szervezet aktívan együttműködik iskolákkal, egyetemekkel és sportklubokkal annak érdekében, hogy minél többen megismerkedjenek a roundnettel.
A szövetség céljai között szerepel egy állandó edzőközpont létrehozása, ahol rendszeres tréningeket és versenyeket lehet rendezni.

## Kapcsolat és további információk
- https://www.facebook.com/share/1AKiEtnxny/?mibextid=wwXIfr Facebook
- https://www.instagram.com/roundnethungary?igsh=cGFzcHo0ZXJnazB6 Instagram